# Yang Peidong
Yang Peidong (* 1971 in Suzhou) ist ein chinesischer Chemiker und Materialwissenschaftler. Er ist Professor für Chemie und Materialwissenschaften an der University of California, Berkeley.
Yang erhielt den B.S. für Chemie an der Chinesischen Universität für Wissenschaft und Technik. 1997 erhielt er von der Harvard University den Ph.D. in Chemie bei Charles M. Lieber und war 1997 bis 1999 Postdoc bei Galen D. Stucky an der University of California, Santa Barbara. 1999 wurde er Assistant Professor in Berkeley, ab 2004 mit Daueranstellung (tenure). Er leitet das Joint Center for Artifical Photosynthesis, ist stellvertretender Direktor des Center of Integrated Nanomechanical Systems (COINS) und ist Senior Scientist am Lawrence Berkeley National Laboratory.
Sein Forschungsgebiet sind Synthese und Charakterisierung von Nanomaterialien in Optoelektronik, eindimensionale Nanostrukturen (Nanodrähte) und er ist besonders für den Nanodraht-Laser bekannt. Mit seiner Gruppe entwickelte er mächtige Synthesemethoden für Nanodrähte und komplexe Anordnungen von Nanodrähten und baute dafür in den USA ein führendes Labor auf. Das machte ihn in den 2000er Jahren zu einem der zehn meistzitierten Chemiker (Thomson Reuters Science Citation Index).
Er ist Mitgründer der Firma Nanosys für Nanomaterialien und mit Matthew L. Scullin Gründer von Alphabet Energy. Er ist Mitherausgeber des Journal of the American Chemical Society.
Peidong erhielt zahlreiche Preise (Alan T. Waterman Award, Ernest-Orlando-Lawrence-Preis) und ist Mitglied der American Academy of Arts and Sciences sowie der National Academy of Sciences. Seit 2015 ist er MacArthur Fellow. Für 2020 wurde ihm der Global Energy Prize im Bereich Non-Conventional Energy zuerkannt.

## Schriften
- mit Michael Huang, Samuel Mao, Henning Feick, Haoquan Yan, Yiying Wu, Hannes Kind, Eicke Weber, Richard Russo: Room-Temperature Ultraviolet Nanowire Nanolasers, Science, Band 292, 2001, S. 1897, Abstract

## Belege
1. ↑  Amber Jenkins, A rising star, Nature Nanophotonics, Band 1, 2007, S. 443–444. Danach 1971 in Suzhou geboren.
2. 1 2  Robert Sanders: Chemist Peidong Yang wins NSF Waterman Award. In: berkeley.edu. University of California, Berkeley, 15. Mai 2007 (englisch).
3. ↑  Peidong Yang, 44, living in Berkeley, California, NPR vom 29. September 2017, abgerufen am 8. Oktober 2018.
4. ↑  Global Energy Prize 2020

| Personendaten    | Personendaten                                     |
| ---------------- | ------------------------------------------------- |
| NAME             | Yang, Peidong                                     |
| KURZBESCHREIBUNG | chinesischer Chemiker und Materialwissenschaftler |
| GEBURTSDATUM     | 1971                                              |
| GEBURTSORT       | Suzhou, Volksrepublik China                       |